# Góry Zachodniorumuńskie
Góry Zachodniorumuńskie (542; rum. Apuseni lub Munții Apuseni  – „Góry Zachodnie”) – pasmo górskie w Karpatach, na terenie Rumunii. Najwyższym szczytem jest Curcubăta Mare (1847 m n.p.m.) w Masywie Bihorskim. Góry tworzy centralny masyw krystaliczny otoczony młodszymi skałami osadowymi, ważnym składnikiem są też młode skały wulkaniczne.
W obrębie Gór Zachodniorumuńskich wyróżnia się cztery grupy górskie:
- Masyw Bihorski – centralny, najrozleglejszy i najwyższy (Curcubăta Mare – 1847 m n.p.m.)
- Góry Maruszy – południowy skraj (Poenița – 1437 m n.p.m.)
- Góry Kereszu – skraj zachodni (Pleșa – 1114 m n.p.m.)
- Góry Seș-Meseș – na północy (Măgura Priei – 997 m n.p.m.)

Niektórzy geografowie rumuńscy zaliczają do Gór Zachodniorumuńskich także dwie grupy górskie Karpat Południowych: Góry Banackie i Poiana Ruscă.
W Górach Zachodniorumuńskich występują rozwinięte zjawiska krasowe, takie jak: jaskinie, leje, suche doliny. Górna granica lasu sięga 1600 metrów.

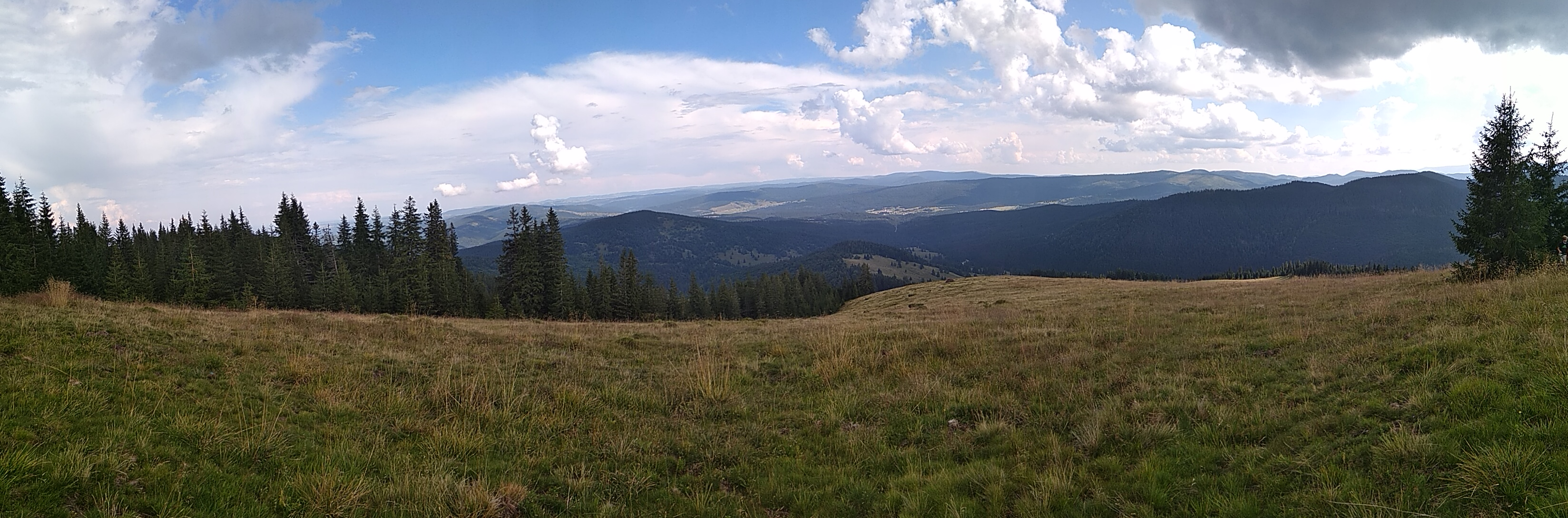
Panorama Apuseni, niedaleko Margau.